# Thal-Drulingen
Thal-Drulingen település Franciaországban, Bas-Rhin megyében. Lakosainak száma 189 fő (2022. január 1.). Thal-Drulingen Berg, Burbach, Mackwiller, Rexingen és Rimsdorf községekkel határos.

## Népesség
A település népessége az elmúlt években az alábbi módon változott:
| Lakosok száma | 180  | 181  | 186  | 184  | 185  | 186  | 184  | 187  | 189  |
|               | 2013 | 2015 | 2016 | 2017 | 2018 | 2019 | 2020 | 2021 | 2022 |